# Ниже холма 60
«Ниже холма 60» (англ. Beneath Hill 60) — австралийский военный фильм 2010 года от режиссёра Джереми Симса.

## Сюжет
События фильма происходят во время Первой мировой войны. Главный герой — Оливер Вудворд (англ. Oliver Woodward) — австралийский шахтёр. Он влюблён в девушку Марджори Уодделл, которая младше его на 10 лет. Её отец пытается заставить Оливера записаться на службу в армию, чтобы держать его подальше от дочери. В конечном счёте, когда Британская Армия формирует подразделение Австралийской тоннельной кампании, опытный шахтёр Вудворд возглавляет его.
Вудворд попадает на Западный фронт. Он знакомится с молодым солдатом Фрэнком Тиффином, который страдает от так называемой боевой психической травмы. Чтобы помочь ему справиться со стрессом, Вудворд приказывает двум сапёрам, Двайеру и Моррису, подменить его. В тоннель, который копает их отряд, прорываются немцы. Сапёрам удаётся их уничтожить, но из-за взрыва обрушивается тоннель и Двайер гибнет; Морриса спасают товарищи.
Вудворду поручают уничтожить «Красный Дом», укрепленную немецкую позицию, проливающую анфиладный огонь на британские окопы. Хотя Вудворд предлагает сделать подкоп под «Красным Домом», его командир, полковник Уилсон Рутледж, настаивает на подрыве. Вместе с капралом Биллом Фрейзером и Моррисом, Вудворд пересекает нейтральную территорию, после чего они добираются до «Красного Дома» и закладывают взрывчатку в его подвал. Когда они возвращаются к британским позициям, австралийцы обнаруживают, что катушка кабеля слишком короткая, и Моррис бежит за взрывателем. Пока Вудворд и Фрейзер ждут его, недалеко от проволочных заграждений они обнаруживают смертельно раненого подрывника - капитана Роберта Клейтона. Моррис прибывает с взрывателем, и они уничтожают «Красный Дом».
На следующий день, после игры в регби с британскими солдатами, Вудворда повышают в звании до капитана, и он впоследствии производит Фрейзера в сержанты. Позже австралийцы получают приказ выдвигаться к Ипрскому выступу. По пути несколько подрывников, Тиффин, Уолтер Снеддон и Билли Бэкон, отстают от остальной части батальона и попадают под пулемётный огонь. Бэкон, будучи самым быстрым бегуном из всех троих, добровольно вызывается отвлечь немецких пулемётчиков, в то время как другие бегут за британскими линиями. Хотя Тиффину и Уолтеру удается добраться до окопов, Бэкона убивают.
Подразделение продвигается к Холму 60, прямо накануне Мессинской операции. Австралийцы выясняют, что канадские инженеры на протяжении нескольких месяцев делали подкоп под Мессинским хребтом и заложили там около миллиона фунтов взрывчатки с нитратом аммония. Вудворду поручено поддерживать выстроенные канадцами шахты до прихода британцев, а также оборонять их. Вудворд и его отряд выстраивают дополнительную шахту, чтобы вода не могла затопить взрывчатку, и выкапывает несколько ложных тоннелей для запутывания врагов. В одном из таких тоннелей оказывается заживо похороненным Джим Снеддон (отец Уолтера), где он находился по приказу полковника Рутледжа, несмотря на сообщения о подступающих противниках.
Вскоре немцы раскрывают план австралийских копателей, и начинают рыть к главному тоннелю. В ответ подразделение Вудворда устраивает взрыв в одной из шахт и уничтожают врагов. Однако, в результате обвала Тиффин оказывается погребённым заживо. Несмотря на это, Вудворд всё же подрывает заложенные мины на Холме 60 в самом начале Мессинского сражения.
После войны Оливер Вудворд, получивший Военный крест с двумя полосами, возвращается в Австралию и женится на Марджори. Фильм оканчивается свадебной фотографией Вудворда, на которой присутствуют его уцелевшие сослуживцы.

## В ролях
| Актёр               | Роль                                                |
| ------------------- | --------------------------------------------------- |
| Брендан Коуэлл      | лейтенант/капитан Оливер Холмс Вудвард              |
| Харрисон Гилбертсон | рядовой Фрэнк Тиффин                                |
| Стив Ле Маркванд    | капрал/сержант Билл Фрейзер                         |
| Джайтон Грантли     | сапёр Норманн Моррис                                |
| Алекс Томпсон       | Уолтер Снеддон                                      |
| Алан Дьюкс          | Джим Снеддон                                        |
| Марк Коулс Смит     | рядовой Билли Бэкон                                 |
| Энтони Хэйз         | капитан Уильям МакБрайд                             |
| Дункан Янг          | сапёр Том Двайер                                    |
| Белла Хиткот        | Марджори Уорделл                                    |
| Жаклин Маккензи     | мать Марджори Эмма Уорделл                          |
| Крис Хейвуд         | полковник Уилсон Рутледж                            |
| Аден Янг            | майор 3-й Канадской тоннельной компании Брэйди Норт |
| Леон Форд           | лейтенант Роберт Клейтон                            |
| Джон Стэнтон        | генерал Ламберт                                     |

## Создание
Росс Дж. Тиммингс, австралийский горный инженер и историк, познакомившись с продюсером Биллом Леймбахом, быстро убедил его, что история капитана Оливера Вудворда и 1-й австралийской тоннельной компании должна быть экранизирована. Тимминс знал потомков капитана Вудворда, проживающих в Мельбурне, которые согласились одолжить личный дневник капитана. В свою очередь, Леймбах нанял Дэвида Роуча для написания сценария. Персонажи и ситуации в фильме основаны на материалах из архива Австралийского военного мемориала.
Большинство боевых сцен проходят в узком пространстве, тем самым создавая обстановку напряжённости и значительно облегчая бюджет фильма. В поисках режиссёра, Леймбах увидел фильм Джереми Симса «Последний поезд на Фрео» 2006 года. Под впечатлением от атмосферы клаустрофобии, создавшейся во время просмотра, он связался с режиссёром, и тот присоединился к проекту.
Актёр Хьюго Уивинг был заинтересован в съёмках и рассматривался на роль Оливера Вудворда, но узнав, что большая часть сцен будет снята в тоннелях и шахтах, отказался, объяснив это клаустрофобией. В итоге роль досталась Брендану Коуэллу.
Рабочими названиями фильма были The Silence и The Silence Beneath. Продюсер Леймбах решил, что название Beneath Hill 60 — более подходящее название для военного фильма.
Съёмки начались в конце июля 2009 года в городе Таунсвилл, в Квинсленде и окружающей местности, весь съёмочный период занял 40 дней. Местность была подобрана для представления как Австралии, так и Западного фронта в Бельгии. Сцены в тоннелях были сняты в специально выстроенных декорациях на студии, потому как рыть настоящие подкопы было бы дорого и слишком опасно для съёмочной группы и актёров. Актёр Хью Джекман разрешил воспользоваться некоторыми декорациями из супергеройского блокбастера «Люди Икс: Начало. Росомаха», в котором он сыграл главную роль.
Местный клуб игры в регби Brothers Rugby Union выделил своих игроков для соответствующей сцены в фильме.

## Выпуск
Релиз на DVD и Blu-ray в Австралии состоялся 19 августа 2010, а в США — 28 июня 2011.

## Критика
«Ниже холма 60» стал кассовым провалом, но несмотря на это получил признание критиков и публики. На сайте Rotten Tomatoes 83 % отзывов были положительными.

## Награды и номинации
| Award                                                                    | Category                                 | Subject             | Result    |
| ------------------------------------------------------------------------ | ---------------------------------------- | ------------------- | --------- |
| AACTA Awards (Премия Австралийской академии кинематографа и телевидения) | Лучший фильм                             | Билл Леймбах        | Номинация |
| AACTA Awards (Премия Австралийской академии кинематографа и телевидения) | Лучший молодой актёр                     | Харрисон Гилбертсон | Номинация |
| AACTA Awards (Премия Австралийской академии кинематографа и телевидения) | Лучшая режиссура                         | Джереми Симс        | Номинация |
| AACTA Awards (Премия Австралийской академии кинематографа и телевидения) | Лучший оригинальный сценарий             | Дэвид Роуч          | Номинация |
| AACTA Awards (Премия Австралийской академии кинематографа и телевидения) | Лучший актёр                             | Брендан Коуэлл      | Номинация |
| AACTA Awards (Премия Австралийской академии кинематографа и телевидения) | Лучшая операторская работа               | Тоби Оливер         | Номинация |
| AACTA Awards (Премия Австралийской академии кинематографа и телевидения) | Лучший монтаж                            | Дэнни Купер         | Номинация |
| AACTA Awards (Премия Австралийской академии кинематографа и телевидения) | Лучший оригинальный саундтрек            | Цезары Скубишевски  | Номинация |
| AACTA Awards (Премия Австралийской академии кинематографа и телевидения) | Лучший звук                              | Марк Корниш         | Номинация |
| AACTA Awards (Премия Австралийской академии кинематографа и телевидения) | Лучший звук                              | Лиам Иган           | Номинация |
| AACTA Awards (Премия Австралийской академии кинематографа и телевидения) | Лучший звук                              | Тони Мёрта          | Номинация |
| AACTA Awards (Премия Австралийской академии кинематографа и телевидения) | Лучший звук                              | Алисия Слусарски    | Номинация |
| AACTA Awards (Премия Австралийской академии кинематографа и телевидения) | Лучший звук                              | Роберт Салливан     | Номинация |
| AACTA Awards (Премия Австралийской академии кинематографа и телевидения) | Лучший звук                              | Марио Ваккаро       | Номинация |
| AACTA Awards (Премия Австралийской академии кинематографа и телевидения) | Лучший производственный дизайн           | Клэйтон Джонси      | Номинация |
| AACTA Awards (Премия Австралийской академии кинематографа и телевидения) | Лучший дизайн костюмов                   | Венди Корк          | Номинация |
| AACTA Awards (Премия Австралийской академии кинематографа и телевидения) | Лучший дизайн костюмов                   | Венди Корк          | Номинация |
| ADG Award                                                                | Лучшая режиссура в полнометражном фильме | Билл Леймбах        | Номинация |
| ASE Award                                                                | Лучший монтаж в полнометражном фильме    | Дэнни Купер         | Победа    |
| FCCA Awards                                                              | Лучший фильм                             | Билл Леймбах        | Номинация |
| FCCA Awards                                                              | Лучший режиссёр                          | Джереми Симс        | Номинация |
| FCCA Awards                                                              | Лучший сценарий                          | Дэвид Роуч          | Победа    |
| FCCA Awards                                                              | Лучшая мужская роль                      | Брендан Коуэлл      | Номинация |
| FCCA Awards                                                              | Лучшая второстепенная мужская роль       | Стив Ле Маркванд    | Номинация |
| FCCA Awards                                                              | Лучший оператор                          | Тоби Оливер         | Номинация |
| FCCA Awards                                                              | Лучший монтажёр                          | Дэнни Купер         | Победа    |
| FCCA Awards                                                              | Лучшее музыкальное сопровождение         | Цезары Скубишевски  | Номинация |
| Inside Film Awards                                                       | Лучший полнометражный фильм              | Билл Леймбах        | Номинация |
| Inside Film Awards                                                       | Лучшая режиссура                         | Джереми Симс        | Номинация |
| Inside Film Awards                                                       | Лучший звук                              | Марк Корниш         | Номинация |
| Inside Film Awards                                                       | Лучший звук                              | Лиам Иган           | Номинация |
| Inside Film Awards                                                       | Лучший звук                              | Тони Мёрта          | Номинация |
| Inside Film Awards                                                       | Лучший звук                              | Роберт Салливан     | Номинация |
| Inside Film Awards                                                       | Лучший производственный дизайн           | Клэйтон Джонси      | Номинация |